# Евтушенко, Николай Юрьевич
Николай Юрьевич Евтушенко (1 января 1944 — 26 февраля 2024) — советский и украинский гидробиолог и ихтиолог, доктор биологических наук (1985, профессор (1995). Член-корреспондент НАН Украины (избран 25 ноября 1992).
Родился в д. Степановка Сумской области УССР в семье колхозников.
В 1973 году окончил биологический факультет Киевского университета с квалификацией биолога-физиолога человека и животных, преподавателя биологии и химии.
С 1973 по 2000 год в Институте гидробиологии АН УССР (ныне НАН Украины): аспирант, младший и старший научный сотрудник, с 1985 года заместитель директора по научной работе и одновременно заведующий отделами водной токсикологии (1985—1988) и ихтиологии (1988—2000).
В 1977 г. защитил кандидатскую диссертацию:
- Влияние ионов-активаторов карбоксилаз на биосинтетическую функцию печени и рост карпа в прудах и водоемах-охладителях : диссертация … кандидата биологических наук : 03.00.13. — Киев, 1977. — 212 с. : ил.

В 1985 году защитил докторскую диссертацию:
- Роль макро- и микроэлементов в метаболизме пресноводных рыб : диссертация … доктора биологических наук : 03.00.18. — Киев, 1985. — 470 с. : ил.

В 1995 году присвоено звание профессора.
С 2000 года зав. кафедрой гидробиологии, директор научного центра водных биоресурсов Национального университета биоресурсов и природопользования Украины. Последняя должность — профессор кафедры гидробиологии и ихтиологии.
Автор научных работ в области проблем экологической физиологии и биохимии водных организмов, водной токсикологии, ихтиологии.
Награждён Почётной грамотой Президиума Верховного Совета УССР (1991), Почётной грамотой Кабинета Министров Украины (2003), нагрудными знаками «Отличник образования Украины» (2003) и «Петр Могила» (2007).
Сочинения:
- Гидробиологический режим Днестра и его водоёмов: монография / Л. А. Сиренко, Н. Ю. Евтушенко, Ф. Я. Комаровский [и др.]; ответственный редактор В. И. Неслуженко ; Академия наук Украины, Институт гидробиологии. — Киев : Наукова думка, 1992. — 355, [1] с. : ил.; 21 см; ISBN 5-12-002076-3
- Романенко В. Д., Евтушенко Н. Ю., Коцарь Н. И. Метаболизм углекислоты у рыб : (Экол.-физиол. аспекты) / В. Д. Романенко, Н. Ю. Евтушенко, Н. И. Коцарь. — Киев : Наукова думка, 1980. — 179 с. : ил. ; 22 см.
- Методологія та організація наукових досліджень. Навчальний посібник Николай Евтушенко ISBN 978-611-011-241-3 Год издания: 2019 Издательство: Центр навчальної літератури Язык: Украинский
- Водна токсикологія : підручник для студ вищих навч. закл. / М. Ю. Євтушенко, С. В. Дудник. – Вид. 2-ге, перероб. і доп. – Херсон : ОЛДІ-ПЛЮС, 2019. – 589 с. : кол.іл., іл.